# Rodillera

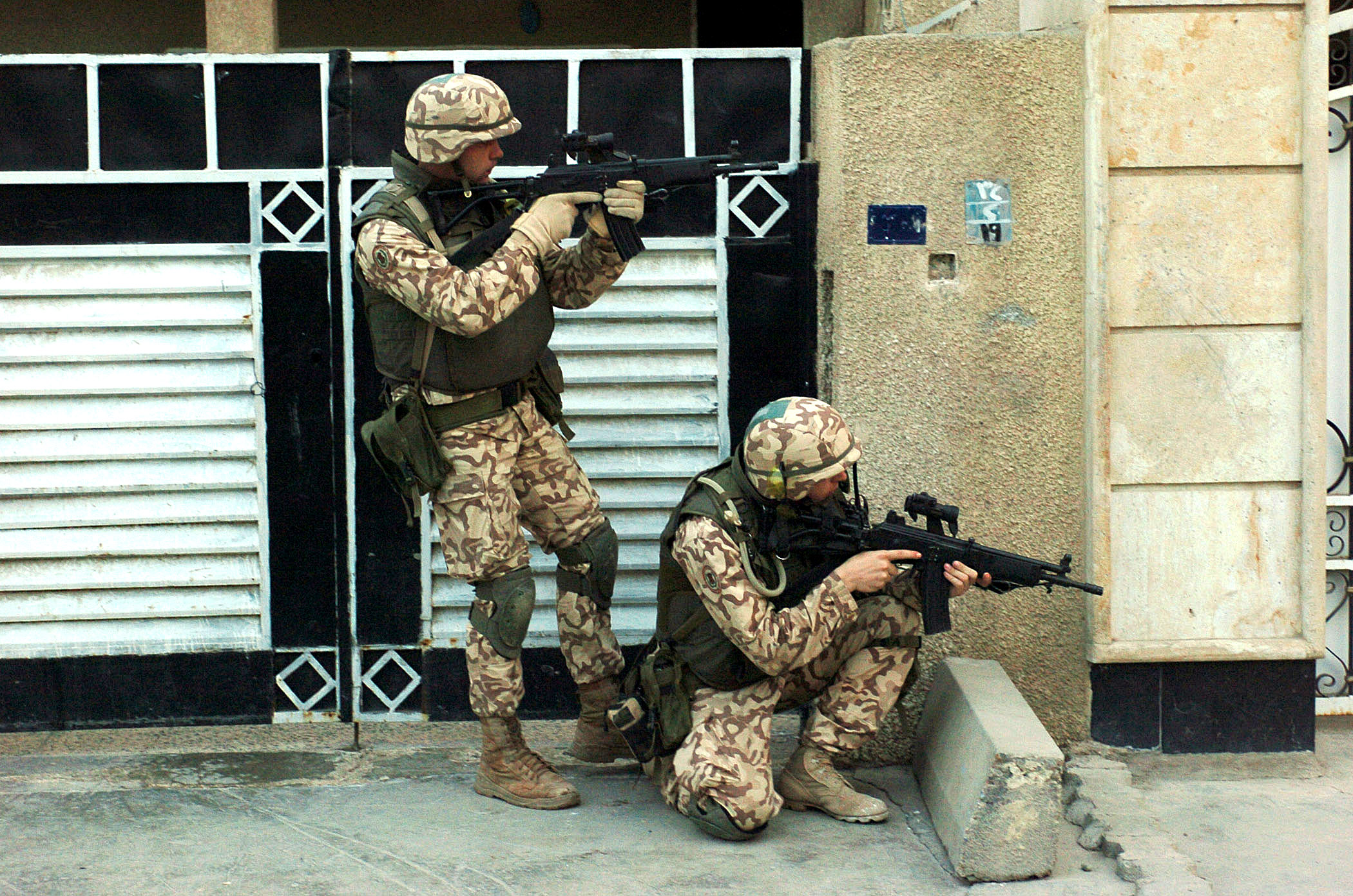
Soldados utilizando rodilleras.

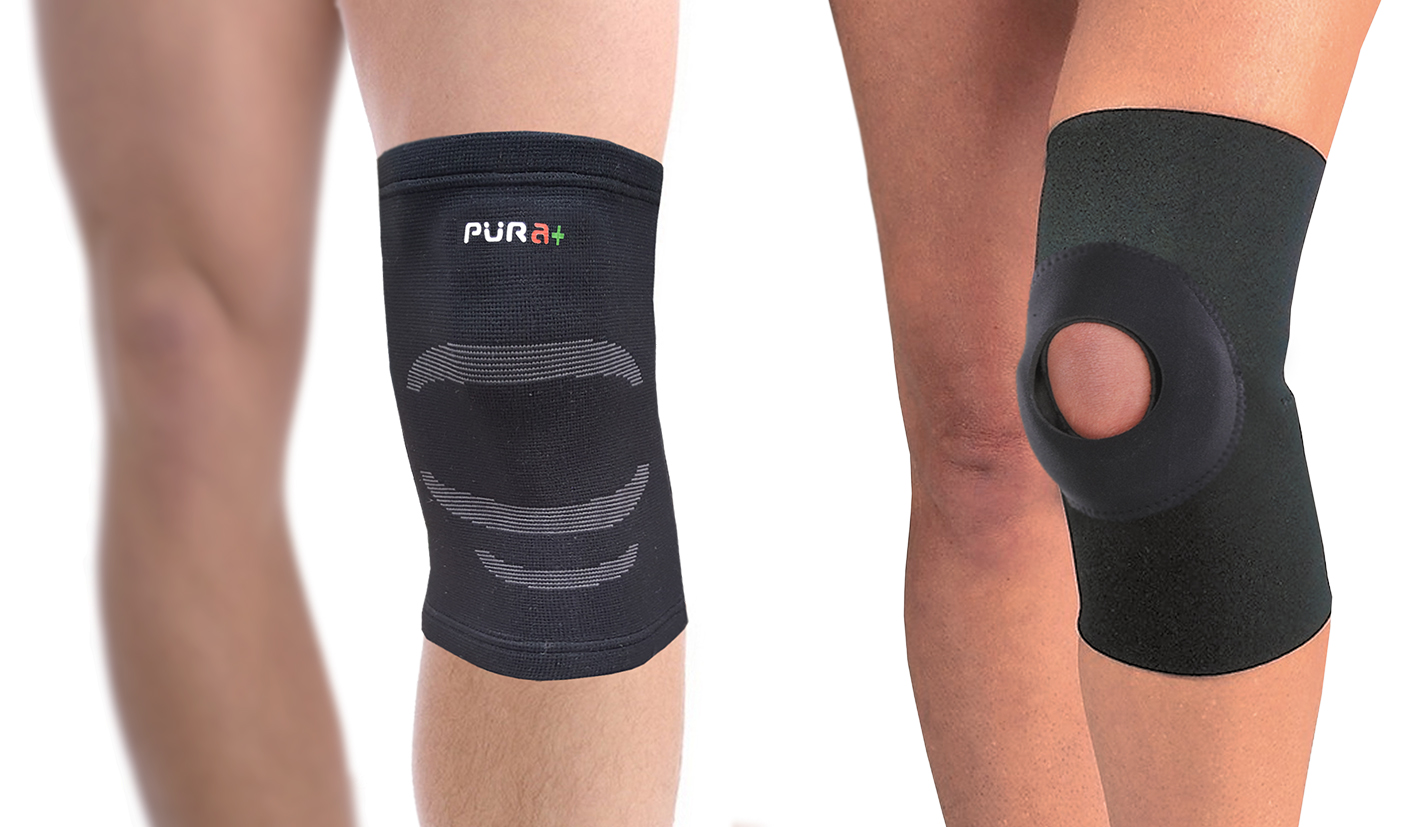
Ejemplo de rodilleras deportivas y ortopédicas.

Las rodilleras son ropa de protección usadas en las rodillas para protegerlas contra heridas durante, por ejemplo, una caída o un golpe. Las rodilleras son usadas por ciclistas, patinadores, jugadores de voleibol, etcétera. Podemos encontrar gran variedad de modelos de rodilleras en función de la patología que se sufra, desde rodilleras para lesiones de menisco, estabilizadoras de ligamentos a rodilleras específicas para la práctica deportiva.
En la Edad Media y el renacimiento, las rodilleras eran una parte ahuecada y móvil que protegía las rodillas, y era una parte más de la Armadura de placas, haciéndose de acero o hierro.

## Historia
Los primeros indicios de rodilleras deportivas se consiguieron en la región mesoamericana, en el actual México y Centroamérica entre el 250 y el 550 d. C. gracias a los mayas, los cuales practicaban el Pokolpok, un antiguo juego de pelota en el cual aparecía una protección para las rodillas. Para ese entonces los jugadores usaban protección debido al peso de la pelota (3 kg aproximadamente) en las zonas del cuerpo con las que era válido tocarla, entre ellas, las rodillas, pudiendo considerarse esto como las primeras rodilleras rudimentarias de uso deportivo en la época precolombina de las que se tiene conocimiento. 
En la civilización azteca (entre 1300 y 1500 d. C. aprox.) también contaba con su propio juego de pelota llamado Tlachtli el cual también era practicado de manera cotidiana por la población y los jugadores también debían proteger las zonas del cuerpo permitidas para impactar la pesada pelota, incluyendo las rodillas.
También cabe decir que la civilización Incas, en Sudamérica, hacía uso de piezas similares a las rodilleras como parte de vestimentas particulares y ceremoniales, aunque estas generalmente se ubicaban justo bajo las rodillas. Lo mismo ocurre con diversas culturas africanas cuyas vestimentas están adornadas, entre otras cosas, con prendas decorativas a la altura de las rodillas.
Los primeros indicios de la rodillera militar, por contrario, remontan a la ócrea, una parte de la armadura usada por griegos, etruscos y romanos (cerca de 500 años a. C.) que cubre desde la rodilla hasta la base del pie y cuyo origen puede derivarse de las botas de cuero que usaban los asiáticos. Puede ser considerada como una “rodillera” antigua si bien la rodilla no era lo único que cubría. Esta pieza de armadura fue mejorada en la Edad Media, a finales del siglo XIII en Francia con la aparición de la greba (la cual vendría a ser una ócrea moderna) y su casi inmediata adaptación a una pieza articulada en las rodillas para ofrecer mayor movilidad a los hombres de armas. Pudiendo ser consideradas las primeras rodilleras medievales, utilizadas en el ámbito militar.